# Karl Friedrich Köhn von Jaski
Karl Friedrich Köhn von Jaski (* 13. September 1771 auf Klein-Ossecken; † 19. Dezember 1852 in Berlin) war ein preußischer Generalleutnant und zweiter Kommandant des Berliner Invalidenhauses.

## Leben

### Herkunft
Seine Eltern waren Franz Ernst Köhn von Jaski und dessen Ehefrau Eva Jakobine, geborene von Schlochow. Der Vater war Grenzzollbeamter und Sekondeleutnant a. D., zuletzt im Infanterieregiment „von Itzenplitz“. Sein Bruder Andreas Ernst wurde preußischer Generalleutnant.

### Militärkarriere
Jaski besuchte die Kadettenhäuser in Stolp und Berlin. Anschließend wurde er am 12. März 1790 als Unteroffizier im Infanterieregiment „von Kleist“ der Preußischen Armee angestellt. Am 17. Juli 1790 wurde er als Fähnrich in das Depotbataillon des Regiments versetzt, am 7. Januar 1791 in das Regiment einrangiert und am 17. Mai 1793 dort zum Sekondeleutnant befördert. Während des Ersten Koalitionskrieges kämpfte Jaski bei Valmy, Gleisweiler, Schierhöhle, Kaiserslautern und der Belagerung von Landau in der Pfalz. Für sein Verhalten wurde er am 5. April 1794 mit dem Orden Pour le Mérite ausgezeichnet.
Nach dem Krieg avancierte Jaski am 5. Juli 1803 zunächst noch ohne Patent zum Premierleutnant. Dieses wurde ihm am 27. September 1804 mit Datum vom 19. Februar 1803 verliehen. Im Vierten Koalitionskrieg wurde er im Gefecht bei Lübeck durch beide Beine geschossen und nach der Kapitulation des Korps Blücher bei Ratkau inaktiv gestellt.
Nach dem Frieden von Tilsit wurde er am 1. Dezember 1807 in das 2. Westpreußische Infanterie-Regiment versetzt. Dort erhielt Jaski am 16. Oktober 1808 seinen Abschied und noch am 30. November 1808 den Charakter als Kapitän.
Im Vorfeld der Befreiungskriege wurde er mit diesem Dienstgrad am 7. April wieder im Regiment angestellt. Im Mai kämpfte er in der Schlacht bei Großgörschen, wurde verwundet und mit dem Eisernen Kreuz II. Klasse ausgezeichnet. Er kämpfte in der Schlacht bei Bautzen sowie in der Schlacht um Dresden. Ferner befand er sich bei den Gefechten von Colditz, wurde bei Waldau verwundet, kämpfte bei Königswartha und wurde im Gefecht bei Helldorf erneut verwundet. Am 10. Februar 1814 wurde er zum Major befördert und am 5. Juli 1814 in das 11. Reserve-Infanterie-Regiment Nr. 23 versetzt.
Nach dem Krieg wurde Jaski am 21. Juli 1816 zum Kommandeur des 12. Landwehr-Regiments ernannt. Am 1. März 1820 kam er als Kommandeur in das 8. Landwehr-Regiment, aber schon am 21. Juli 1820 wurde er als Kommandeur in das 12. Landwehr-Regiment zurück versetzt. Am 30. März 1822 wurde er zum Oberstleutnant mit Patent vom 21. April 1822 befördert und 18. Juni 1825 kam er dann als Kommandant in die Festung Cosel. Dort wurde er am 30. März 1830 zum Oberst mit Patent vom 9. April 1828 befördert, bevor er am 19. Dezember 1828 als Kommandant in die Festung Küstrin versetzt wurde. Am 30. März 1836 erhielt er den Charakter als Generalmajor und anlässlich seines 50-jährigen Dienstjubiläums am 26. Januar 1837 den Roten Adlerorden II. Klasse mit Eichenlaub. Am 11. Juni 1839 wurde er Generalmajor mit Patent vom 30. März 1836 sowie am 30. März 1844 Generalleutnant – allerdings mit gleichem Gehalt. Mit Rücksicht auf seine Lage erhielt er am 4. Mai 1844 allerdings eine Prämie von 500 Talern, zudem erhielt er am 9. Juli 1844 den Stern zum Roten Adlerorden II. Klasse mit Eichenlaub und am 18. Juli 1844 die Krone zum Pour le Mérite. Am 27. März 1847 wurde er als zweiter Kommandant in das Berliner Invalidenhaus versetzt. Er bekam dort 1800 Taler Gehalt sowie eine persönliche Zulage von 800 Talern und eine freie Dienstwohnung. Am 9. Mai 1848 erhielt Jaski seinen Abschied mit Pension. Er verblieb in Berlin und starb dort am 19. Dezember 1852. Am 22. Dezember 1852 wurde er auf dem Garnisonsfriedhof beigesetzt.
In seiner Beurteilung schrieb der General Prinz Wilhelm von Preußen 1830: „Von rastloser Tätigkeit und Pflichttreue, sehr achtungswert und ganz auf seinem Platz. Umsichtig in allen Geschäften und in dem Wirkungskreise, der ihm anvertraut wurde, so viel es sein blessierter Körper nur immer erlaubt.“

### Familie
Jaski heiratete am 18. Oktober 1802 in Arendsee Marianne Eva Magdalene von Ehrenstein (* 9. September 1779; † 16. Juni 1814). Sie war die Tochter von Caspar August Friedrich Stüdemann von Ehrenstein (* 13. April 1736) eines Kammerherren des Herzogs von Holstein, der am 17. Januar 1776 den dänischen Freiherrenstand erhielt, und der Julia von Schack. Das Paar hatte folgende Kinder:
- Ernst Andreas Franz Wilhelm (* 6. August 1803; † 9. Januar 1895), Oberstleutnant der Artillerie a. D.
- Julie Maria Pauline (* 31. August 1805; † 29. Juli 1806)
- Maria Magdalena Eva (* 1807; † 3. April 1852)
- Wilhelm Ludwig Andreas (* 4. Mai 1809; † 21. Oktober 1902), Oberst a. D. ⚭ Sophie Emilie Karoline Julie von Dedenroth (* 19. Oktober 1827), Tochter des Generalleutnants Friedrich von Dedenroth
- Albert August (* 19. Februar 1812; † 11. Februar 1855), Hauptmann

Nach dem Tod seiner ersten Frau, die am 8. Juni 1814 auf dem Garnisonfriedhof beigesetzt wurde, heiratete Jaski 1815 Margarethe Amalie Auguste von Block (* 22. Juli 1782; † 11. Dezember 1864), verwitwete von Ahlimb. Sie wurde am 22. Juli 1864 auf dem Garnisonfriedhof beigesetzt. Das Paar hatte folgende Kinder:
- Auguste Karoline (* 1818; † 4. Dezember 1859)
- Fritz Andreas Friedrich (* 12. August 1819; † 30. November 1870), gefallen als Hauptmann im Gefecht bei Épernay